# Ante Dulčić
Ante Dulčić (Zagreb, 17. studenoga 1932. – Zagreb, 28. siječnja 2008.) je bio hrvatski kazališni, televizijski i filmski glumac.

## Životopis
Studirao je na zagrebačkoj Akademiji dramske umjetnosti na kojoj je diplomirao 1955. godine. Bio je dugogodišnji član ansambla zagrebačkog Gavelle.

## Filmografija

### Televizijske uloge
- "Kuda idu divlje svinje" kao Ustaša (1971.)
- "U registraturi" kao gost u krčmi (1974.)
- "Punom parom" (1978.)
- "Mačak pod šljemom" kao Učo (1978.)
- "Velo misto" kao Pokisli (1980. – 1981.)
- "Nepokoreni grad" (1982.)
- "Ptice nebeske" kao bogalj #3 (1989.)

### Filmske uloge
- "Građanin Dahlke" (1962.)
- "Obredna ogrlica" (1964.)
- "Kanjoš Macedonović" (1965.)
- "Tartuffe" (1965.)
- "Cirkus Rex" (1965.)
- "Tvrdica" kao La Fleche (1967.)
- "Vrijeme rakova" kao Gnjus (1967.)
- "Lift za kuhinju" (1969.)
- "Orgulje i vatrogasci" kao bravar Šime (1974.)
- "Lov" kao Mate (1974.)
- "Izjava" kao Vojo (1976.)
- "Tomo Bakran" kao Žagar (1978.)
- "Istarska rapsodija" kao Čiško (1978.)
- "Daj što daš" (1979.)
- "Obustava u strojnoj" (1980.)
- "Kraljevo" (1981.)
- "Kuća duhova" (1998.)